# Blindspotting
Blindspotting ist eine Tragikomödie von Carlos López Estrada, die am 18. Januar 2018 im Rahmen des Sundance Film Festivals ihre Premiere feierte. Am 20. Juli 2018 kam der Film in ausgewählte US-amerikanische Kinos.

## Handlung
Collin wurde gerade auf Bewährung aus der Haft entlassen. Auf der Fahrt nach Hause wird er Zeuge, wie ein Polizist einem schwarzen Mann viermal in den Rücken schießt. Ohne irgendwelche Fragen zu stellen, sagt die Polizei Collin, dass er die Sache vergessen solle. Weil er weiß, dass er sich wenige Minuten nach der Ausgangssperre auf der Straße aufhält und er auf keinen Fall zurück ins Gefängnis will, schweigt er über den Vorfall und bemüht sich, das Gesehene zu vergessen. Doch er wird weiter von den Bildern des auf der Straße ermordeten Mannes verfolgt.
Collin lebt im gentrifizierten Oakland, und der Weiße Miles ist sein bester Freund. Dieser neigt jedoch dazu, die beiden des Öfteren in Schwierigkeiten zu bringen, im Wissen, dass nicht er, sondern Collin als Afroamerikaner im Interesse der Polizei steht, besonders weil dieser auf Bewährung draußen ist. Auch gegenüber seiner eigenen Familie ist Miles rücksichtslos. So bringt er eine Waffe mit nach Hause, die sein Sohn für ein Spielzeug hält, was seine Frau Ashley unentschuldbar findet. Collin arbeitet mit seiner Exfreundin Val zusammen. 

## Hintergrund und Produktion

### Bedeutung des Filmtitels

Mit Hilfe der Rubinschen Vase erklärt Collins Exfreundin Val ihm, was man unter dem Begriff Blindspotting in der Psychologie versteht

Der Titel des Films Blindspotting bezieht sich zum einen auf den Blinden Fleck in der Augenheilkunde, zum anderen verweist er auch auf den Blinden Fleck in der Psychologie. Hier werden in der Sozialpsychologie die Teile des Selbst oder Ichs, die von einer Persönlichkeit nicht wahrgenommen werden, mit diesem Begriff beschrieben, in der Kriminologie auch die Abwehrmechanismen, die dazu dienen, eigene kriminelle Handlungen zu bagatellisieren, zu rationalisieren oder zu leugnen, und so steht Blindspotting insgesamt für den Effekt, eine Sache zu sehen, eine andere jedoch, die immer da ist, zu ignorieren. Im Film erklärt Collins Exfreundin Val, die gerade Psychologie studiert, ihm den Begriff mit Hilfe der Rubinschen Vase, einer Übung für die Augen, bei der ein Betrachter entweder eine Vase oder zwei Gesichter im Profil erkennt. Val erklärt ihm weiter, es sei jedoch sehr schwierig, Beides gleichzeitig zu sehen.

### Stab, Besetzung und Filmmusik
Es handelt sich bei dem Film um das Regiedebüt von Carlos López Estrada. Daveed Diggs übernahm die Hauptrolle von Collin, Rafael Casal ist in der Rolle seines Freundes Miles zu sehen. Diggs und Casal schrieben gemeinsam auch das Drehbuch zum Film. Miles’ Frau Ashley wird von Jasmine Cephas Jones gespielt, die wie Diggs bereits für das Broadway-Musical Hamilton von Lin-Manuel Miranda auf der Bühne stand. Janina Gavankar spielt seine Exfreundin Val.
Die Filmmusik wurde von Michael Yezerski komponiert. Ein Soundtrack zum Film, der insgesamt sieben Songs umfasst, die von den Hauptdarstellern Daveed Diggs und Rafael Casal eingesungen wurden, wurde am 13. Juli 2018 von Republic Records als Download veröffentlicht. Im November 2018 veröffentlichte Republic Records eine EP mit neun Songs von Casal und Diggs.

### Veröffentlichung
Der Film feierte am 18. Januar 2018 im Rahmen des Sundance Film Festivals seine Premiere, wo er im U.S. Dramatic Competition gezeigt wurde. Am 13. April 2018 eröffnete der Film das Atlanta Film Festival. Lionsgate brachte den Film am 20. Juli 2018 in ausgewählte US-amerikanische Kinos, bevor der Film am 27. Juli 2018 landesweit startete.

## Rezeption

### Kritiken und Altersfreigabe
Der Film konnte bislang 94 Prozent der Kritiker bei Rotten Tomatoes überzeugen und erhielt hierbei eine durchschnittliche Bewertung von 8,1 der möglichen 10 Punkte.

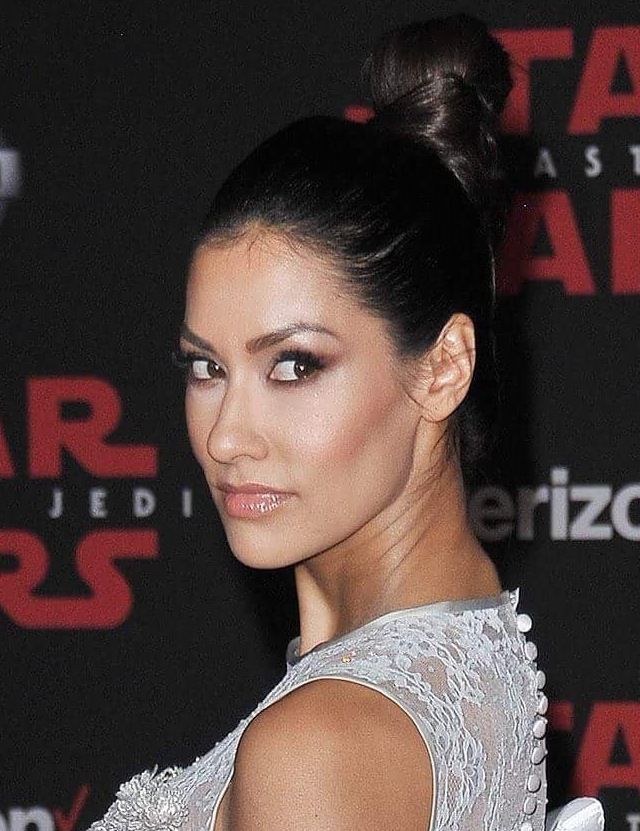
Janina Gavankar, hier wenige Monate nach Beendigung der Dreharbeiten, spielt im Film Collins Exfreundin Val

Mike Ryan von Uproxx meint, Blindspotting sei voller Bilder aus der Black-Lives-Matter-Bewegung, die Collin immer wieder verfolgen, während er versucht, die letzten drei Tage der Bewährung durchzustehen. Carlos López Estrada habe etwas zu sagen, so Ryan weiter, und er sage es in Blindspotting einige Male.
Peter Debruge von Variety spricht von einer  tickenden Uhr, die Collins Alltagsleben unterschwellig belebt, denn selbst die geringste Auseinandersetzung mit der Polizei von Oakland könnte ihn ins Gefängnis bringen. Das Drehbuch liefere genau die richtige Balance zwischen traditioneller Prosa und anspruchsvoller Poesie, so Debruge weiter.
Odie Henderson, ein für Roger Ebert tätiger Filmkritiker, meint, der Film lasse Oakland wie eine Schwesterstadt der majestätischen Fantasiewelt Wakanda aus dem Film Black Panther wirken, wenn er eine alternative Realität in der Stadt zeigt, die sich in Richtung Science-Fiction bewegt. Erst nach dem Sehen des Films erkenne man, wie geschickt Blindspotting konstruiert wurde und wie verwoben alles ist. Dies sei vor allem das Verdienst der Darsteller und Drehbuchautoren Daveed Diggs und Rafael Casal. Über die die Schauspielerinnen Jasmine Cephas Jones, die Miles Partnerin Ashley spielt, und Janina Gavankar, die Collins Exfreundin Val spielt, sagt Henderson, beide hätten im Film ihre Momente, in denen sie so hell strahlen können, wie die beiden Hauptdarsteller.
In den USA erhielt der Film von der MPAA ein R-Rating, was einer Freigabe ab 17 Jahren entspricht. Tim Lindemann von epd Film erklärt, Blindspotting nähere sich komplexen Themen wie Rassismus, Gentrifizierung und sozialer Ungleichheit mit vergleichsweise leichter Hand, ohne jedoch zu bagatellisieren. So eigne sich der Film trotz einiger Gewaltausbrüche durchaus als Einstieg in die Materie für jüngere Zuschauer, werde die soziale Botschaft doch mit Hip-Hop-Einlagen und humorvollen Dialogen verabreicht. Gleichzeitig gebe der Film Einblicke in das alltägliche Leben mit der Angst, und ganz beiläufig werde hier etwa gezeigt, wie schon die Jüngsten zum möglichst gefahrlosen Verhalten bei Polizeikontrollen erzogen werden müssen.

### Auszeichnungen (Auswahl)
Atlanta Film Festival 2018
- Auszeichnung mit dem Innovator Award  (Daveed Diggs)

Black Reel Awards 2018
- Nominierung als Bester Nachwuchsschauspieler (Daveed Diggs)
- Nominierung für das Beste Debütdrehbuch[12]

Independent Spirit Awards 2019
- Nominierung als Bester Hauptdarsteller (Daveed Diggs)[13]

Online Film Critics Society Awards 2019
- Nominierung als Bester Debütfilm (Carlos López Estrada)[14]

Palm Springs International Film Festival 2018
- Auszeichnung als Director to Watch (Carlos López Estrada)

Sundance Film Festival 2018
- Nominierung für den Grand Jury Prize im U.S. Dramatic Competition (Carlos López Estrada)

Tromsø Internasjonale Filmfestival 2019
- Auszeichnung mit dem Norwegian Peace Film Award (Carlos López Estrada)